# 해성여자고등학교
해성여자고등학교(海成女子高等學校)는 대한민국 서울특별시 동대문구 전농동에 있는 사립 고등학교이다.

## 학교 연혁
- 1972년 6월 17일 : 학교법인 해성학원 설립
- 1974년 8월 21일 : 단사천 이사장 취임
- 2002년 10월 7일 : 단재완 이사장 취임
- 2008년 3월 1일 : 해성여자고등학교 개교
- 2008년 3월 1일 : 초대 정양현 교장 취임
- 2011년 2월 10일 : 제1회 졸업식(295명)
- 2020년 3월 1일 : 제4대 서은정 교장 취임
- 2023년 2월 9일 : 제13회 졸업식(졸업생 200명, 누계 3,555명)

## 참고 자료
- 해성여자고등학교 - 한국교육학술정보원 학교알리미